# عمار بلال
عمار بلال (مواليد 17 مايو 1993) هو لاعب كرة قدم سعودي.

## مسيرة اللاعب
لعب سابقاً في أندية الشباب والوطني و الأنصار والروضة و العين و الخلود و الترجي و الانصار.

## الحياة الشخصية
عمار هو شقيق اللاعب ريان بلال.